# Alois Bierl
Alois Bierl (Waldmünchen, 8 de septiembre de 1943) es un deportista alemán que compitió para la RFA en remo.
Participó en los Juegos Olímpicos de Múnich 1972, obteniendo una medalla de oro en la prueba de cuatro con timonel. Ganó una medalla en el Campeonato Mundial de Remo de 1970 y tres medallas en el Campeonato Europeo de Remo entre los años 1969 y 1973.

## Palmarés internacional
| Juegos Olímpicos   | Juegos Olímpicos        | Juegos Olímpicos  | Juegos Olímpicos   |
| Año                | Lugar                   | Medalla           | Prueba             |
| ------------------ | ----------------------- | ----------------- | ------------------ |
| 1972               | Múnich (RFA)            | Medalla de oro    | Cuatro con timonel |
| Campeonato Mundial |                         |                   |                    |
| Año                | Lugar                   | Medalla           | Prueba             |
| 1970               | St. Catharines (Canadá) | Medalla de oro    | Cuatro con timonel |
| Campeonato Europeo |                         |                   |                    |
| Año                | Lugar                   | Medalla           | Prueba             |
| 1969               | Klagenfurt (Austria)    | Medalla de oro    | Cuatro con timonel |
| 1971               | Copenhague (Dinamarca)  | Medalla de oro    | Cuatro con timonel |
| 1973               | Moscú (URSS)            | Medalla de bronce | Dos sin timonel    |